# Saint-Léger-du-Malzieu
Saint-Léger-du-Malzieu este o comună în departamentul Lozère din sudul Franței. În 2009 avea o populație de 209 de locuitori.

## Evoluția populației
| An        | 1975 | 1982 | 1990 | 1999 | 2006 | 2009 |
| --------- | ---- | ---- | ---- | ---- | ---- | ---- |
| Populație | 283  | 263  | 235  | 189  | 210  | 209  |